# Punch-Out!! (Wii)
Punch-Out!! es un videojuego de boxeo creado por la empresa Next Level Games para la consola Wii de Nintendo. Se trata de otra entrega de la saga Punch Out!! y del boxeador Little Mac. Siguiendo la versión de Super NES Super Punch-Out!!.
Tras un lanzamiento anticipado en la tienda Nintendo World en Nueva York el 16 de mayo de 2009, el juego se lanzó el 18 de mayo de 2009 en América del Norte, el 22 de mayo de 2009 en Europa, en 23 de julio de 2009 en Japón, y el 27 de agosto de 2009 en Australia (exclusivamente en tiendas JB Hi-Fi). ¡ Un título adicional de WiiWare, Punch-Out Doc Louis!, fue lanzado exclusivamente para los miembros de North American Club Nintendo el 27 de octubre de 2009. Fue rebautizado bajo la etiqueta Nintendo Selects en 2011 solo para el público de América del Norte.
En enero de 2015 Nintendo Direct , se anunció que Punch-Out !! y otros juegos de Wii serían liberados para su descarga a través de la Wii U 's Nintendo eShop . ¡¡Perforar!! fue lanzado en América del Norte el 22 de enero de 2015, en Europa el 12 de marzo de 2015, en Australia y Nueva Zelanda el 13 de marzo de 2015, y fue lanzado en Japón el 24 de junio de 2015.

## Modo de Juego
Presenta a un boxeador llamado Little Mac trabajando en los circuitos profesionales de boxeo, frente a una serie de coloridos boxeadores ficticios. El juego requiere reflejos en reacción a los movimientos de los boxeadores controlados por computadora. Además de algunos nuevos oponentes, ¡cada otro oponente es de un Punch-Out previo ! juego. Nuevos oponentes presentan a Disco Kid , Giga Mac y Donkey Kong , mientras que los boxeadores clásicos son diez de los once boxeadores del juego original , ¡y dos de Super Punch-Out! . El juego permite tres esquemas de control diferentes. El mando de Wii y Nunchuk se pueden usar juntos, una Wii Balance Boardse puede usar junto con Wii Remote y Nunchuk para agacharse o esquivar, o el Wii Remote se puede usar solo y mantener de lado con un esquema tradicional de control de dos botones.
En cada etapa, los jugadores deben confiar en reacciones rápidas e identificar varios mensajes de su oponente para esquivar o bloquear sus ataques, antes de regresar con ataques al torso o la cabeza con los puños izquierdo y derecho. Golpeando ciertos puntos débiles en el momento correcto, por ejemplo; cuando un oponente sonríe, gana estrellas, con el jugador capaz de almacenar hasta tres estrellas, perdiéndolas si son golpeadas. Cuando el jugador tiene una o más estrellas, puede realizar un Star Punch que inflige daño adicional. Cada luchador tiene un medidor de resistencia que resulta en una caída cuando está completamente agotado, con el jugador capaz de recuperar la resistencia mientras el oponente está abajo. Además, el jugador tiene un contador de corazón que disminuye al ser golpeado o lanzar un golpe que es esquivado o bloqueado. Si el contador llega a cero, el jugador no podrá atacar y ser vulnerable hasta que pueda esquivar con éxito un ataque. Una pelea puede terminar por nocaut (KO), si un luchador no puede levantarse dentro de los 10 segundos después de ser derribado; por knockout técnico (TKO), si un luchador es derribado tres veces en una ronda; o por decisión, si no hay un ganador claro después de tres rondas. Contra ciertos oponentes, el jugador puede anotar un nocaut automático al aterrizar un golpe de estrella en el momento correcto, independientemente de la resistencia del oponente.
La campaña para un jugador ve al jugador progresar a través de tres modos principales; Carrera, defensa del título y la última posición de Mac. La carrera ve a Little Mac escalar las filas de la Asociación Mundial de Video Boxing al avanzar a través de los circuitos menores, mayores y mundiales. Title Defense es un modo más desafiante que ve a Mac defender su cinturón de campeón contra los otros luchadores, quienes usan nuevas técnicas y formas de proteger su debilidad (como King Hippo protegiendo su estómago con una tapa de alcantarilla). Finalmente, Mac's Last Stand es un modo de resistencia en el que Mac se enfrenta a una serie de oponentes elegidos al azar. Una vez que Mac pierde tres veces, se retirará y el modo Carrera se desactivará, lo que requerirá que los jugadores comiencen desde cero en un nuevo archivo. La exhibición permite a los jugadores luchar contra los oponentes con los que han luchado anteriormente en Career y Title Defense, donde pueden intentar y completar logros únicos, o practicar contra un clon holográfico de su oponente actual. Si el jugador logra ganar contra diez luchadores durante Last Stand, se desbloquea una opción adicional del modo Champions, en la cual un solo golpe derribará a Mac.
Nuevo en la serie es un modo de pantalla dividida multijugador entre Little Mac y un clon recolored. Cuando uno de los jugadores ha reunido suficiente poder al esquivar repetidamente todos los movimientos, el personaje de ese jugador se transforma en un gigante conocido como "Giga Mac" durante un tiempo limitado y el juego cambia a la vista de un jugador del oponente hasta que vuelve a la normalidad.

## Reparto
En este juego, los personajes tienen voces de actores nativos.
| Personaje       | Actor de voz       |
| --------------- | ------------------ |
| Little Mac      | Matt Harty         |
| Doc Louis       | Riley Inge         |
| Mr. Sandman     | Riley Inge         |
| Glass Joe       | Christian Bernard  |
| Von Kaiser      | Horst Laxton       |
| Disco Kid       | Donny Lucas        |
| King Hippo      | Scott McFadyen     |
| Piston Hondo    | Kenji Takahashi    |
| Bear Hugger     | Richard Newman     |
| Great Tiger     | Sumit Seru         |
| Don Flamenco    | Juan Amador Pulido |
| Aran Ryan       | Stephen Webster    |
| Soda Popinski   | Ihor Mota          |
| Bald Bull       | Erse Yagan         |
| Super Macho Man | Mike Inglehart     |
| Donkey Kong     | Takashi Nagasako   |

## Rivales

### Liga Menor
- Glass Joe
- Von Kaiser
- Disco Kid
- King Hippo (Isla Hippo) (ficticia)

King Hippo es el campeón en ese circuito 

### Liga Mayor
- Piston Hondo
- Bear Hugger
- Great Tiger
- Don Flamenco

Don Flamenco es el campeón en ese circuito

### Liga Mundial
- Aran Ryan
- Soda Popinski
- Bald Bull
- Super Macho Man
- Mr. Sandman

Mr. Sandman es el campeón en ese circuito 

### Defensa del título
Luego de que el jugador derrote a Mr. Sandman, pasará a la defensa del título, donde estos mismos rivales tendrán una mayor dificultad, al tener nuevas habilidades y tratarán de quitarle el cinturón a Mac.

## Desafío Final
Al vencer a Mr. Sandman en la defensa del título, queda desbloqueado el modo Desafío Final, donde Mac peleará ininterrumpidamente contra oponentes previos al azar hasta perder tres veces y retirarse de su profesión, momento para el cual el juego termina oficialmente.
Entre las primeras peleas de este modo suele aparecer un personaje extra (Donkey Kong), quien queda desbloqueado en el modo Exhibición para ser enfrentado en cualquier momento. Si diez peleas son ganadas antes de acumular tres derrotas, el modo Campeones (en lo cual no hay aviso para los golpes de los oponentes, y cada puñetazo puede noquear a Mac instantáneamente) será también desbloqueado en Exhibición; pero si el jugador pierde tres veces antes, el juego termina y jamás podrá volver a intentar Desafío Final en ese perfil, por lo que el modo secreto está en riesgo de ser inaccesible.

## Final
Pierde 3 veces en el modo Desafìo Final y el retiro de Mac será aceptado.

## Casco protector
Al perder 100 veces en el Campeonato desbloqueas el casco protector (el mismo que Glass Joe utiliza en la defensa del título, pues su derrota al inicio del juego ha sido su centésima), pero solo puede ser utilizado en el modo Campeonato. Este reduce el daño recibido por el oponente.

## Recepción
El juego recibió la aclamación de la crítica, con un promedio de 86/100 y un 87.29% en Metacritic y GameRankings, respectivamente. en Nintendo Power Chris pizarra le  dio al juego un 8.5 / 10 en número de junio de 2009 de la revista, alabando a su similitud con el título de NES del mismo nombre. Slate declaró: "La gente de Next Level Games ha creado un título increíble que ha hecho que los 15 años desde Super Punch-Out! Valgan la pena". Sin embargo, dijo que las nuevas adiciones no afectaron el juego. Game Informer le dio a Punch-Out !! un 9/10. en IGN Craig Harris dio a este juego un 8.8 / 10, citando su juego nostálgico. Sumantra Lahiri de The Escapist también elogió su valor nostálgico, pero sugirió que los estereotipos exhibidos por los personajes que parecían inofensivos en la versión de 1980 no habían envejecido bien cuando se tomaron en cuenta las actitudes hacia la sensibilidad cultural y racial de principios del siglo XXI. El juego vendió 1,27 millones de copias en todo el mundo y fue relanzado como Nintendo Selects.